# Ancylotrypa flavidofusula
Ancylotrypa flavidofusula är en spindelart som först beskrevs av Hewitt 1915.  Ancylotrypa flavidofusula ingår i släktet Ancylotrypa och familjen Cyrtaucheniidae. Inga underarter finns listade i Catalogue of Life.